# کارل وایپرشت
کارل وایپرشت (آلمانی: Karl Weyprecht؛ ‏ ۸ سپتامبر ۱۸۳۸–۳ مارس ۱۸۸۱) یک فرد نظامی اهل آلمان بود.